# Relaciones Egipto-Rusia
Las relaciones entre Egipto y Rusia (en ruso: Российско-египетские отношения) son las relaciones bilaterales entre Egipto y Rusia. Las relaciones diplomáticas entre la Unión Soviética y Egipto se establecieron el 26 de agosto de 1943. Egipto tiene una embajada en Moscú, mientras que Rusia tiene una embajada en El Cairo y un consulado general en Alejandría.

## Historia
Las relaciones entre Rusia y Egipto tienen una larga historia, que se remonta a antes del siglo XVI. Al principio, se centraron en el apoyo del gobierno ruso y de la Iglesia rusa a la Iglesia Ortodoxa Griega de Alejandría. Ya en 1556, el patriarca Joaquín de Alejandría envió una carta al zar ruso Iván IV, pidiendo al monarca ortodoxo que proporcionara alguna ayuda material para el Monasterio de Santa Catalina en la península del Sinaí, que había sufrido a causa de los turcos. En 1558, el zar envió a Egipto una delegación encabezada por el archidiácono Gennady, quien, sin embargo, murió en Constantinopla antes de poder llegar a Egipto. A partir de entonces, la embajada estuvo encabezada por un comerciante de Smolensk, Vasily Poznyakov. La delegación de Poznyakov visitó Alejandría, El Cairo y el Sinaí, y llevó al patriarca un abrigo de piel y un icono enviados por el zar. El relato de Poznyakov sobre sus dos años y medio de viaje, que puede haber sido el primer informe de viaje africano escrito en primera persona por un ruso, se hizo popular entre los lectores rusos durante los siglos siguientes.
Rusia continuó brindando apoyo a los cristianos egipcios durante los siglos siguientes.
Durante la guerra ruso-turca de 1768-1774, Rusia apoyó a los mamelucos de Egipto contra los otomanos. Los rusos enviaron múltiples expediciones al Levante. En la primera mitad del siglo XIX, Rusia y Egipto estaban en desacuerdo sobre el destino del Imperio otomano. En la década de 1950, la política independiente y antiimperialista de Gamal Abdel Nasser le valió el apoyo entusiasta del gobierno comunista de la URSS. En 1955, Egipto hizo un importante acuerdo de armas con la Unión Soviética y, a partir de entonces, equipos de oficiales egipcios fueron entrenados en países del Bloque del Este. Los instructores checoslovacos también llegaron en 1956 para entrenar al personal egipcio en el uso de armas soviéticas. Cuando Francia atacó a Egipto durante la Crisis de Suez, la URSS amenazó con usar armas destructivas, es decir, armas nucleares para la defensa de Egipto. El grado de aprobación soviética de las políticas del líder egipcio culminó, de manera bastante controvertida, con la concesión de la más alta condecoración soviética, la estrella del Héroe de la Unión Soviética con la Orden de Lenin a Nasser durante la visita de Nikita Khrushchev al país en 1964.
Durante los años de Nasser, muchos jóvenes egipcios estudiaron en universidades soviéticas y escuelas militares. Entre ellos se encontraba el futuro presidente, Hosni Mubarak, que fue a formarse en una escuela de pilotos militares en Kirguistán. Durante la Guerra de Desgaste, la URSS envió entre 10.000 y 15.000 militares para operar la defensa aérea de Egipto contra los ataques aéreos israelíes. 

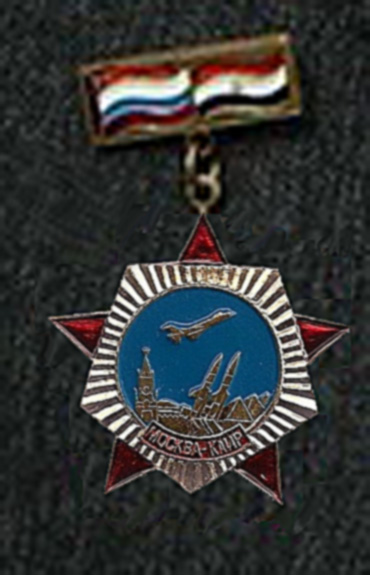
Insignia soviética emitida a los soldados soviéticos que sirvieron durante la Guerra de Desgaste en la República Árabe Unida (Egipto).

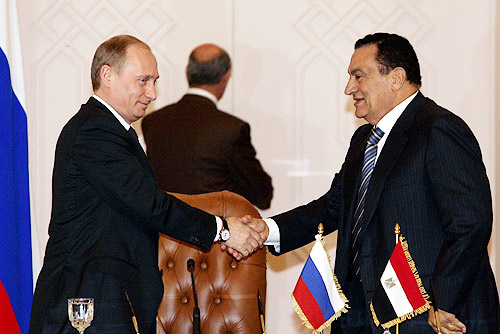
Vladímir Putin con el presidente egipcio Hosni Mubarak en abril de 2005

La relación se agrió años después de la muerte de Nasser, cuando el nuevo presidente, Anwar Sadat, comenzó a reorientar el país hacia Occidente. El 27 de mayo de 1971, se firmó el Tratado de Amistad y Cooperación Soviético-Egipcio entre los dos países,  pero las relaciones, sin embargo, estaban decayendo. En julio de 1972, se afirmó que el gobierno egipcio expulsó a los asesores militares soviéticos de Egipto, sin embargo, una nueva investigación indica que esto fue desinformación para ocultar los planes ofensivos de Egipto,  y los documentos egipcios capturados demuestran que los asesores soviéticos continuaron en sus roles anteriores de entrenamiento de tropas egipcias, y ciertamente estuvieron presentes durante la guerra en 1973.  Durante la Guerra de Yom Kippur, la Unión Soviética envió varios miles de toneladas de ayuda a Egipto. Brezhnev amenazó con intervenir en nombre de Egipto si Israel rompía el alto el fuego. El teniente general Anatoly Pushkin afirmó que 1500 pilotos soviéticos y expertos en defensa aérea participaron en combate por Egipto durante la guerra.  En marzo de 1976 Egipto derogó el tratado de amistad, y las relaciones entre los dos países se dañaron una vez más cuando Egipto apoyó a los muyahidines en Afganistán cuando la URSS invadió en 1979. en septiembre de 1981, estas relaciones fueron cortadas por el gobierno egipcio, acusando al liderazgo soviético de tratar de socavar el liderazgo de Sadat en represalia al tratado de paz israelí-egipcio.  Las relaciones se restablecieron bajo el presidente Hosni Mubarak en 1984, y Alexander Belonogov se convirtió en el embajador. En febrero de 1989, el ministro soviético de Asuntos Exteriores Eduard Shevardnadze visitó Egipto.
Las relaciones intergubernamentales mejoraron después de la caída del comunismo en la URSS y la aparición de Rusia como un actor político independiente.
En abril de 2005, el presidente ruso, Vladímir Putin, visitó Egipto, y el presidente egipcio, Hosni Mubarak, visitó Rusia en abril de 2008. Ambos países acordaron trabajar juntos para ayudar a Egipto a crear un programa nuclear destinado principalmente a fines civiles. En mayo de 2013, el presidente egipcio, Mohamed Morsi, visitó Rusia.

### Tras la destitución de Mohamed Morsi
Las relaciones entre los dos países mejoraron aún más tras la destitución de Mohamed Morsi en julio de 2013. Desde entonces, ambos países han trabajado estrechamente para fortalecer los lazos militares y comerciales, entre otros aspectos de la cooperación bilateral. Entre 2009 y 2018, Rusia representó el 31% de las importaciones de armas importantes de Egipto.
En noviembre de 2013, el entonces ministro de Defensa egipcio, Abdel Fattah al-Sisi, y el ministro de Asuntos Exteriores, Nabil Fahmy, se reunieron con sus homólogos rusos, el ministro de Defensa, Sergei Shoigu, y el ministro de Asuntos Exteriores , Serguéi Lavrov, que estaban de visita en El Cairo. Fahmy declaró que Egipto deseaba volver a las relaciones a nivel soviético con Rusia, y Shoigu insinuó que podría haber cooperación militar entre las armadas y las fuerzas aéreas rusas y egipcias. Badr Abdelatty, portavoz del Ministerio de Asuntos Exteriores egipcio, declaró que Egipto estaba tratando de aumentar la independencia de su política exterior. Fue la primera reunión de este tipo desde la era soviética.
Desde entonces, los líderes egipcios y rusos han intercambiado dos rondas de visitas de cuatro países, tanto en El Cairo como en Moscú. Sisi estuvo dos veces en Rusia en 2014: en febrero, cuando todavía era ministro de Defensa de Egipto, y en agosto, tras su elección como presidente. La reunión de febrero fue la primera visita de Sisi al exterior tras la destitución de Mohamed Morsi, durante la cual el presidente ruso, Vladímir Putin, le ofreció el respaldo de Rusia en su carrera por la presidencia de Egipto antes incluso de que Sisi anunciara oficialmente su campaña.

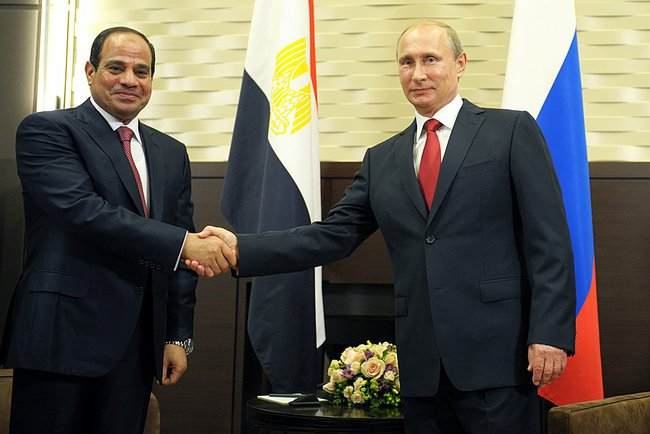
Reunión entre Sisi y Putin el 16 de agosto de 2014

El 12 de agosto, Sisi realizó su segunda visita al balneario de Sochi, en el Mar Negro, y fue su primera a un país no árabe o africano desde su investidura como presidente dos meses antes. Durante la visita, tanto él como Putin acordaron impulsar la cooperación bilateral entre los dos países. Putin prometió acelerar las ventas de armas a Egipto. "Estamos desarrollando activamente nuestra cooperación militar y tecnológica", dijo Putin a Sisi. Añadió que en marzo se firmó un protocolo correspondiente y que se están entregando armas a Egipto. 

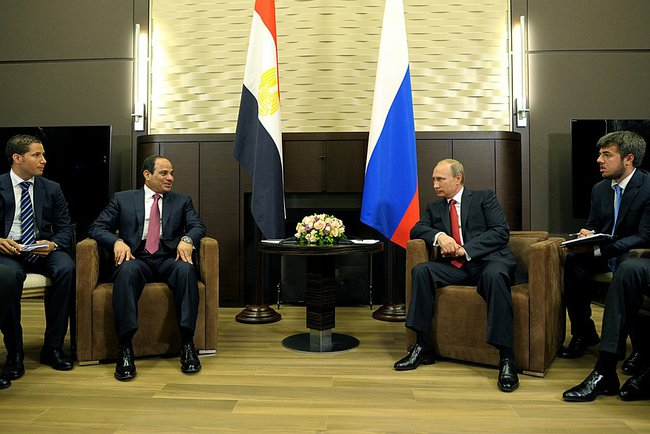
Vladímir Putin se reunió en Sochi con el presidente de Egipto, Abdel Fattah al Sisi.

Durante la reunión también se anunciaron planes de comercio e inversión económica, durante la cual Putin dijo que Egipto estaba discutiendo una zona de libre comercio con la Unión Aduanera Euroasiática liderada por Rusia, que también incluye a Bielorrusia y Kazajistán. Además, ambos líderes han discutido planes para establecer una zona industrial rusa en el proyecto del Nuevo Canal de Suez que fue inaugurado recientemente por Sisi, así como otro plan para renovar y redesarrollar proyectos importantes que fueron establecidos por la ex Unión Soviética. 
En septiembre de 2014, se alcanzó un acuerdo preliminar entre ambos países para comprar armas por valor de 3.500 millones de dólares a Rusia, a pesar de las sanciones internacionales contra Moscú como resultado de su participación en la guerra en el Donbás.
Como resultado del accidente del vuelo 9268 de Metrojet del 31 de octubre de 2015, que transportaba 224 pasajeros a bordo hacia Rusia, ambos países planeaban investigar el accidente.
El 28 de noviembre de 2015, Egipto y Rusia firmaron un acuerdo que permitiría a los aviones de guerra rusos y egipcios utilizar las bases aéreas y el espacio aéreo del otro. Ambos países podrían describirse como "aliados cercanos", ya que Putin generalmente se refería a Sisi como un "socio cercano y de confianza". El 11 de diciembre de 2017, durante la visita del presidente Vladímir Putin a El Cairo, los dos países firmaron acuerdos en los que Rusia construiría el primer reactor nuclear de Egipto y suministraría combustible nuclear para el mismo. También se acordó que se construiría una "Zona Industrial Rusa" a lo largo del Canal de Suez, explicada por Putin como "el mayor centro regional para producir productos rusos en los mercados de Medio Oriente y el norte de África ".

### Colaboraciones internacionales
Rusia ha apoyado al gobierno sirio en la guerra civil siria e intervino militarmente a su favor en 2015. Egipto también apoya al gobierno sirio en la Guerra Civil. En 2020, se informó que Egipto había desplegado 150 tropas para ayudar al gobierno sirio. Egipto respaldó abiertamente a la Cámara de Representantes en la segunda guerra civil libia, mientras que la organización mercenaria rusa Grupo Wagner también apoyó a las fuerzas de la Cámara de Representantes.

### Comercio de armas
En el verano de 2020, Egipto recibió cinco aviones Su-35 de Rusia, a pesar de la amenaza de Estados Unidos de que violaría las sanciones internacionales. En el verano de 2020, Egipto recibió cinco aviones Su-35 de Rusia, a pesar de la amenaza de Estados Unidos de que violaría las sanciones internacionales.

### Guerra de Ucrania

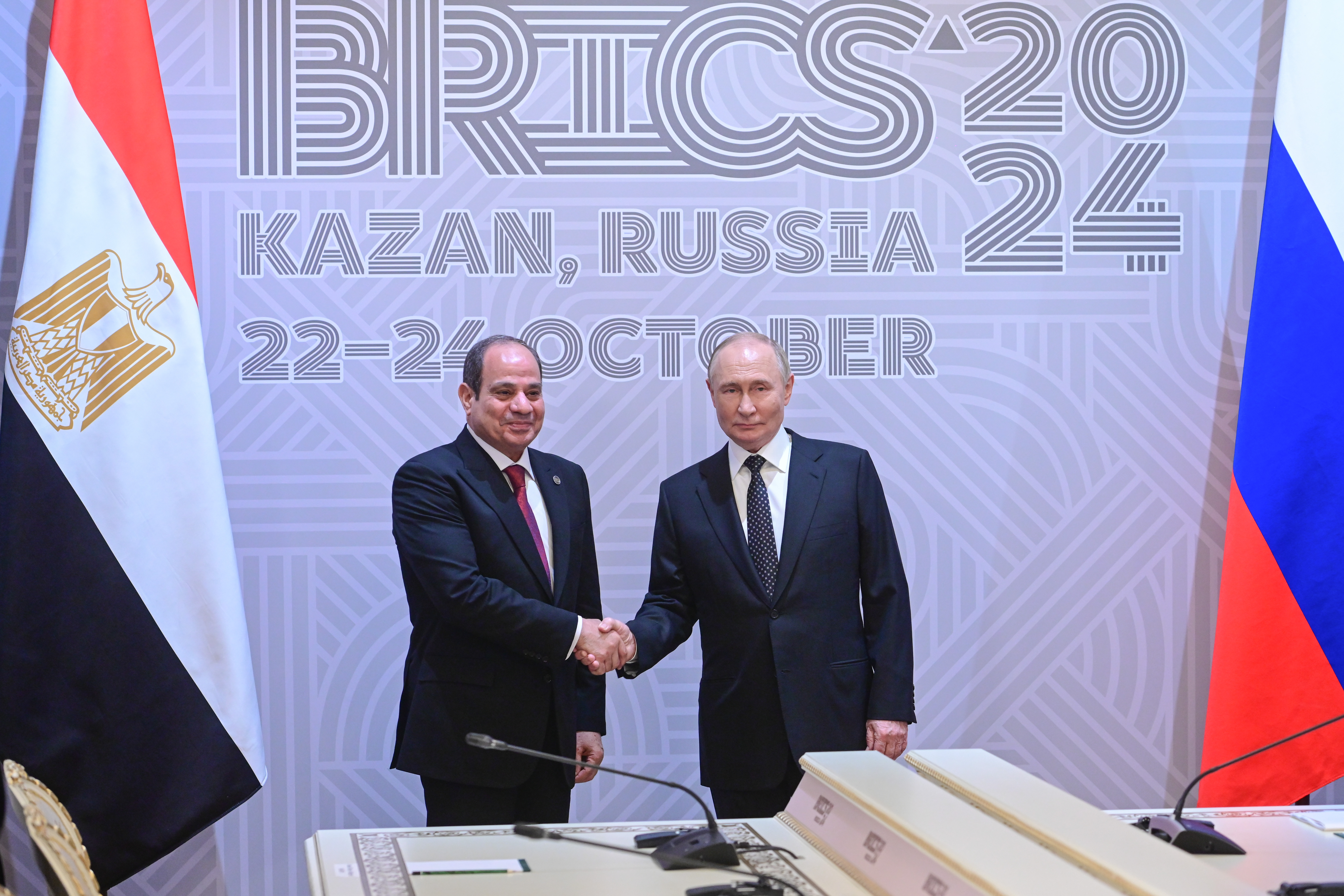
El presidente ruso, Vladímir Putin, con el presidente egipcio, Abdel Fattah el-Sisi, durante la 16.ª Cumbre BRICS en Kazán, Rusia, el 22 de octubre de 2024

Egipto votó a favor de la resolución de las Naciones Unidas que condena la invasión rusa de Ucrania y pide la retirada de las fuerzas rusas del país. Sin embargo, el presidente Sisi llamó al presidente Putin el 9 de marzo para aclarar el voto de Egipto y ambos países dijeron que seguirían trabajando juntos para desarrollar su asociación estratégica. Egipto ha rechazado las sanciones económicas contra Rusia.De hecho, el país ha fomentado el sistema de pago Mir para estimular el comercio y el turismo rusos con Egipto.
Durante la Cumbre Rusia-África de 2023, el presidente egipcio, Abdel Fattah el-Sisi, instó a Vladímir Putin a renovar el acuerdo sobre granos y permitir que Ucrania exporte granos a través de la ruta del Mar Negro. En agosto de 2023, un ataque con drones rusos al puerto de Izmail, en el sur de Ucrania, destruyó 13.000 toneladas de granos destinados a Egipto y Rumania.
El 23 de agosto de 2023, en la 15.ª cumbre de los BRICS, Rusia, junto con los demás miembros del BRICS, invitó formalmente a Egipto a unirse a la organización. Egipto se convirtió en miembro de pleno derecho a partir del 1 de enero de 2024.

## Turismo
Los rusos constituyen el grupo más grande de extranjeros que visitan Egipto, mientras que Rusia también es popular entre los turistas egipcios.[cita requerida] A partir de 2015, Egipto es el destino turístico más popular para los rusos que viajan al extranjero: un paquete de vacaciones básico que incluye vuelo, hotel y comidas se puede comprar por tan solo US$1000. 
En agosto de 2021, los vuelos comerciales directos entre Rusia y Egipto se reanudaron por primera vez desde el atentado con bomba al vuelo 9268 de Metrojet en 2015, en el que murieron 224 personas, la mayoría de ellas turistas rusos. Un avión de pasajeros de Rossiya Airlines aterrizó en Sharm El Sheikh con 518 pasajeros a bordo y fue recibido con cañones de agua, rosas y banderas.

## Educación

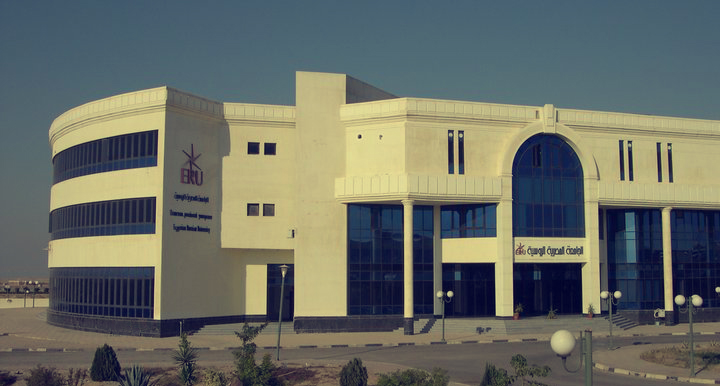
Universidad Rusa Egipcia

En 2006, se inauguró la Universidad Rusa Egipcia en Badr, El Cair , que ofrece formación en farmacia e ingeniería. Muchos de sus estudiantes visitan Izhevsk, Rusia, para realizar estudios adicionales en el aula y prácticas de verano. También hay planes en marcha para añadir un programa de ingeniería de energía nuclear.